# Irena Joveva
Irena Joveva é uma política eslovena eleita membro do Parlamento Europeu em 2019. No parlamento, desde então ela tem servido na Comissão de Cultura e Educação.
Além das suas atribuições na comissão, Joveva faz parte da delegação do Parlamento à Comissão Parlamentar Mista UE-Macedónia do Norte. É também membro do Intergrupo do Parlamento Europeu para os Mares, Rios, Ilhas e Zonas Costeiras e do grupo contra o cancro.
Ela nasceu de pais macedónios.